# Artona
Artonne és un municipi francès situat al departament del Puèi Domat i a la regió d'Alvèrnia-Roine-Alps. L'any 2007 tenia 772 habitants.

## Demografia

### Població
El 2007 la població de fet d'Artonne era de 772 persones. Hi havia 320 famílies de les quals 92 eren unipersonals (44 homes vivint sols i 48 dones vivint soles), 104 parelles sense fills, 104 parelles amb fills i 20 famílies monoparentals amb fills.
La població ha evolucionat segons el següent gràfic:
Habitants censats

### Habitatges
El 2007 hi havia 401 habitatges, 334 eren l'habitatge principal de la família, 39 eren segones residències i 28 estaven desocupats. 382 eren cases i 18 eren apartaments. Dels 334 habitatges principals, 261 estaven ocupats pels seus propietaris, 65 estaven llogats i ocupats pels llogaters i 8 estaven cedits a títol gratuït; 3 tenien una cambra, 19 en tenien dues, 50 en tenien tres, 84 en tenien quatre i 178 en tenien cinc o més. 231 habitatges disposaven pel capbaix d'una plaça de pàrquing. A 131 habitatges hi havia un automòbil i a 173 n'hi havia dos o més.

### Piràmide de població
La piràmide de població per edats i sexe el 2009 era:
| Homes | Edats   | Dones |
| ----- | ------- | ----- |
| 0     | 95 o +  | 0     |
| 0     | 90 a 94 | 4     |
| 0     | 85 a 89 | 8     |
| 4     | 80 a 84 | 12    |
| 0     | 75 a 79 | 8     |
| 16    | 70 a 74 | 24    |
| 24    | 65 a 69 | 24    |
| 12    | 60 a 64 | 12    |
| 32    | 55 a 59 | 20    |
| 28    | 50 a 54 | 24    |
| 40    | 45 a 49 | 48    |
| 52    | 40 a 44 | 36    |
| 16    | 35 a 39 | 28    |
| 8     | 30 a 34 | 12    |
| 16    | 25 a 29 | 24    |
| 16    | 20 a 24 | 4     |
| 32    | 15 a 19 | 28    |
| 16    | 10 a 14 | 28    |
| 28    | 5 a 9   | 32    |
| 12    | 0 a 4   | 12    |

## Economia
El 2007 la població en edat de treballar era de 521 persones, 378 eren actives i 143 eren inactives. De les 378 persones actives 346 estaven ocupades (190 homes i 156 dones) i 32 estaven aturades (10 homes i 22 dones). De les 143 persones inactives 65 estaven jubilades, 38 estaven estudiant i 40 estaven classificades com a «altres inactius».

### Ingressos
El 2009 a Artonne hi havia 343 unitats fiscals que integraven 813 persones, la mediana anual d'ingressos fiscals per persona era de 18.600 €.

### Activitats econòmiques
Dels 22 establiments que hi havia el 2007, 2 eren d'empreses alimentàries, 3 d'empreses de construcció, 5 d'empreses de comerç i reparació d'automòbils, 6 d'empreses de transport, 1 d'una empresa immobiliària, 2 d'empreses de serveis, 1 d'una entitat de l'administració pública i 2 d'empreses classificades com a «altres activitats de serveis».
Dels 5 establiments de servei als particulars que hi havia el 2009, 1 era una oficina de correu, 1 paleta, 1 lampisteria, 1 electricista i 1 perruqueria.
L'únic establiment comercial que hi havia el 2009 era una botiga de menys de 120 m².
L'any 2000 a Artonne hi havia 39 explotacions agrícoles que ocupaven un total de 2.320 hectàrees.

## Equipaments sanitaris i escolars
El 2009 hi havia 2 escoles elementals.

## Poblacions més properes
El següent diagrama mostra les poblacions més properes.